# Bubbly
«Bubbly» es una canción de la cantante y compositora pop Colbie Caillat de su álbum debut, Coco. Fue escrita por Caillat y Jason Reeves y producida por el padre de Colbie, Ken Caillat, la canción fue lanzada como el primer sencillo en mayo de 2007. Sigue siendo el sencillo más exitoso de Caillat en Estados Unidos a la fecha, y su único en llegar al Top 10 de Billboard Hot 100.

## Video musical
El video musical para la canción, fue dirigido por Liz Friedlander, salido al aire en MTV, VH1 y CMT, y ha sido visto en YouTube más de 30 millones de vistas (a partir del 21 de junio de 2009). Un fotograma del vídeo musical fue usado como la cubierta del álbum debut de Caillat, Coco. El video/sencillo también es presentando en el juego de karaoke SingStar Pop Vol 2, lanzado en septiembre de 2008, para PlayStation 2.

## Recepción
Billboard dijo que "la voz cálida junto al arreglo gentil acústico sin esfuerzo conjura la idílica California que ella llama casa."
En Australia-dónde «Bubbly» fue usado en un vídeo promocional para la telenovela Home and Away-, llegó al número uno en el Top 50 Singles Chart. También le fue bien en Nueva Zelanda, dónde el sencillo llegó al número seis en la lista de sencillos. En la fecha de emisión del 6 de octubre de 2007, «Bubbly» subió al número dieciséis al número diez en el Billboard Hot 100, más tarde ascendió al número cinco donde estuvo por siete semanas. También pasó 14 semanas en el Hot Adult Top 40 Tracks como también 19 semanas en el Hot Adult Contemporary Tracks. Sin embargo, en fin de año, la canción terminó en el número 2, detrás de Sara Bareilles, "Love Song", qué también pasó en una longevidad en el número uno, en Canadá, CJFM-FM fue la primera radio canadiense en pasar la canción, y otras radios canadienses comenzaron a hacerlo también. Llegó al número dos por tres semanas en Canadian Hot 100. También llegó al número nueve en Chevy Cross Canada Countdown, a pesar de no ser una canción predominantemente de country. El sencillo ha sido certificado platino, con ventas de más de 2.6 millones de descargas.

## Lista de canciones
| N.º | Título                      | Escritor(es)          | Duración |  |
| 1.  | «Bubbly»                    | C. Caillat, J. Reeves | 3:16     |  |
| 2.  | «Circles»                   | C. Caillat            | 3:54     |  |
| 3.  | «Magic»                     | C. Caillat, J. Reeves | 3:17     |  |
| 4.  | «Bubbly (Acoustic Version)» | C. Caillat, J. Reeves | 3:35     |  |

## Posiciones
| Lista (2007)              | Posición |
| ------------------------- | -------- |
| Austrian Singles Chart    | 6        |
| Canadian Hot 100          | 2        |
| European Hot 100 Singles  | 32       |
| German Singles Chart      | 10       |
| New Zealand Singles Chart | 6        |
| Swiss Singles Chart       | 11       |
| U.S. Billboard Hot 100    | 5        |
| U.S. Billboard Pop 100    | 2        |

| Lista (2008)                                 | Posición |
| -------------------------------------------- | -------- |
| Australian Singles Chart                     | 1        |
| Belgian Singles Chart (Flanders)             | 2        |
| Belgian Singles Chart (Wallonia)             | 9        |
| Czech Airplay Chart                          | 1        |
| Danish Singles Chart                         | 6        |
| Dutch Top 40                                 | 5        |
| French Download Chart                        | 6        |
| Irish Singles Chart                          | 48       |
| Norwegian Singles Chart                      | 2        |
| Slovak Airplay Chart                         | 6        |
| Swedish Singles Chart                        | 6        |
| UK Singles Chart                             | 58       |
| U.S. Billboard Hot Adult Contemporary Tracks | 1        |

### Lista de fin de año
| Lista (2007)         | Posición |
| -------------------- | -------- |
| German Singles Chart | 67       |